# Универзитет Бијељина
Универзитет Бијељина је приватни универзитет у Бијељини. Основан је 2011. године од стране Високе школе „Колеџ здравствене његе” Бијељина, на основу Сагласности Министарства просвјете и културе Републике Српске 2011. године у Бијељини у Републици Српској, БиХ.

## Универзитет Данас
Универзитет располаже са 4300m² простора у оквиру којег Универзитет располаже са 4 амфитеатра, 5 учионица са укупно 600 мјеста. Студентима су на располагању и једна рачунарска сала са укупно 20 умрежених рачунара, те читаоница. Наставници, сарадници и администрација располажу са 12 кабинета, односно канцеларија. Амфитеатри поседују сопствена озвучења, а све учионице имају обезбијеђене услове за приступ Интернету и извођење наставе путем видео пројекција. Поред наведеног Универзитет има 9 лабораторија намијењених за извођење вјежби студентима фармације и пољопривреде. У оквиру универзитета налази се и Центар за психолошко саветовање младих.
Универзитет се данас састоји од четири факултета:
- Фармацеутски факултет
- Факултет за психологију
- Факултет здравствених студија
- Пољопривредни факултет

### Деканат
| Име:                        | Позиција:                                     |
| Проф. др Горица Цвијановић  | Ректор                                        |
| Проф. др Катарина Рајковић  | Проректор за наставу                          |
| Проф. др Миливоје Ћосић     | Проректор за научни рад и међународну сарадњу |
| Проф. др Ранко Бојанић      | Проректор за квалитет и кадрове               |
| Проф. др Боро Крстић        | Директор                                      |
| Ненад Радмановић            | Генерални секретар                            |
| Дипл. ек. Илија Томић       | Финансијски директор                          |
| Проф. др Боро Крстић        | Декан, Пољопривредни факултет                 |
| Проф. др Зоран Милосављевић | Декан, Фармацеутски факултет                  |
| Проф. др Биљана Димитрић    | Декан, Факултет за психологију                |
| Проф. др Слађана Вујичић    | Декан, Факултет здравствених студија          |

## Фармацеутски факултет

### Интегрисане академске студије фармације
Студијски програм: Интегрисане академске студије фармације према програму трају 5 година, односно 10 семјестара и вреднују се са 300 ECTS бодова. У том периоду обави се укупно 1500 часова теоријске наставе, 885 часова практичне наставе, 945 часова семинара и 5445 самосталног рада (студентска пракса), што укупно чини 9000 часова на факултету и у здравственим установама.
Стиче академски назив: Магистар фармације - 300 ECTS.
| Модел:                 | Интегрисане академске студије фармације – петогодишње студије – 300 ECTS |
| Област образовања:     | Здравље и заштита здравља                                                |
| Поље образовања:       | Здравље                                                                  |
| Дисциплина образовања: | Фармација                                                                |

## Факултет за психологију

### Основне академске студије психологије
Према програму, студије трају 4 године, односно 8 семестара и вреднују се са 240 ECTS бодова. У том периоду обави се укупно 7200 часова активне наставе и самосталног рада студената.
Стиче академски назив: Дипломирани психолог – 240 ECTS.
| Модел:                 | Први циклус основних академских студија психологије - четворогодишње студије – 240 ECTS |
| Област образовања:     | Друштвене науке, пословање и администрација и право                                     |
| Поље образовања:       | Друштвене науке                                                                         |
| Дисциплина образовања: | Психологија                                                                             |

## Факултет здравствених студија

### Aкадемске студије Сестринство
Према програму трају 3 године, односно 6 семестара и вреднује се са 180 ECTS бодова. У том периоду обави се укупно 1200 часова теоријске наставе, 810 часова практичне наставе, 240 часова семинара и 2170 самосталног рада (студентска пракса), што укупно чини 4420 часова, на Факултету и у здравственим установама.
Стиче академски назив: Дипломирана медицинска сестра – 180 ECTS
| Модел:                 | Први циклус академских студија Сестринства – 180 ECTS |
| Област образовања:     | Медицинске и здравствене науке                        |
| Поље образовања:       | Здравствене науке                                     |
| Дисциплина образовања: | Сестринство                                           |

## Пољопривредни факултет

### Основне академске студије агроекономије
Студије првог циклуса агроекономије према програму трају 4 године, односно 8 семестара и вриједнују се са 240 ECTS бодова. У том периоду обави се 7200 часова активне наставе и самосталног рада студента на студијском програму агроекономија.
Стиче академски назив: Дипломирани инжењер агроекономије - 240 ECTS
| Модел:                 | Први циклус академских студија агроекономије – 240 ECTS    |
| Област образовања:     | Пољопривреда, рибарство, шумарство и ветеринарска медицина |
| Поље образовања:       | Пољопривреда и рибарство                                   |
| Дисциплина образовања: | Агроекономика и рурални развој                             |

### Основне академске студије пољопривредне производње
Студије првог циклуса пољопривредна производња према програму трају 4 године, односно 8 семестара и вриједнују се са 240 ECTS бодова. У том периоду обави се 7200 часова активне наставе и самосталног рада студента на студијском програму Пољопривредне производње.
Стиче академски назив: Дипломирани инжењер пољопривреде - 240 ECTS
| Модел:                 | Први циклус академских студија пољопривредне производње – 240 ECTS |
| Област образовања:     | Пољопривреда, рибарство, шумарство и ветеринарска медицина         |
| Поље образовања:       | Пољопривреда и рибарство                                           |
| Дисциплина образовања: | Биљна производња                                                   |

## Издавачка дјелатност
У оквиру Центра за издавачку дјелатност излази часопис Академски преглед, Зборници радова са научних конференција, Билтен Универзитета, Информатор.
Часопис „Академски преглед” излази два пута годишње.
Међународни стандард за број часописа (ISSN) додјелила је Национална и универзитетска библиотека БиХ у Сарајеву, и то:
- ISSN 2637-2525 – за штампано издање часописа
- ISSN 2637-2029 – за електронско издање часописа

## Центри
Центар за псхолошко саветовање младих подељен је у три сектора
- Савјетодавни сектор
- Истраживачки сектор
- Едукативни сектор